# New Economics Foundation
La New Economics Foundation è un think tank indipendente britannico, che ha come finalità l'individuazione e la promozione del reale benessere economico. L'obiettivo è di migliorare la qualità della vita, attraverso la promozione di soluzioni innovative che sfidino il pensiero convenzionale sulle questioni economiche, ambientali e sociali.